# Francisco I. Madero, Nuevo Casas Grandes
Francisco I. Madero är en ort i Mexiko.   Den ligger i kommunen Nuevo Casas Grandes och delstaten Chihuahua, i den nordvästra delen av landet, 1 500 km nordväst om huvudstaden Mexico City. Francisco I. Madero ligger 1 494 meter över havet och antalet invånare är 425.
Terrängen runt Francisco I. Madero är platt österut, men västerut är den kuperad.  Trakten runt Francisco I. Madero är nära nog obefolkad, med mindre än två invånare per kvadratkilometer. Närmaste större samhälle är Nuevo Casas Grandes, 14,7 km norr om Francisco I. Madero. Omgivningarna runt Francisco I. Madero är i huvudsak ett öppet busklandskap.